# Nestroy-Theaterpreis/Bester Schauspieler

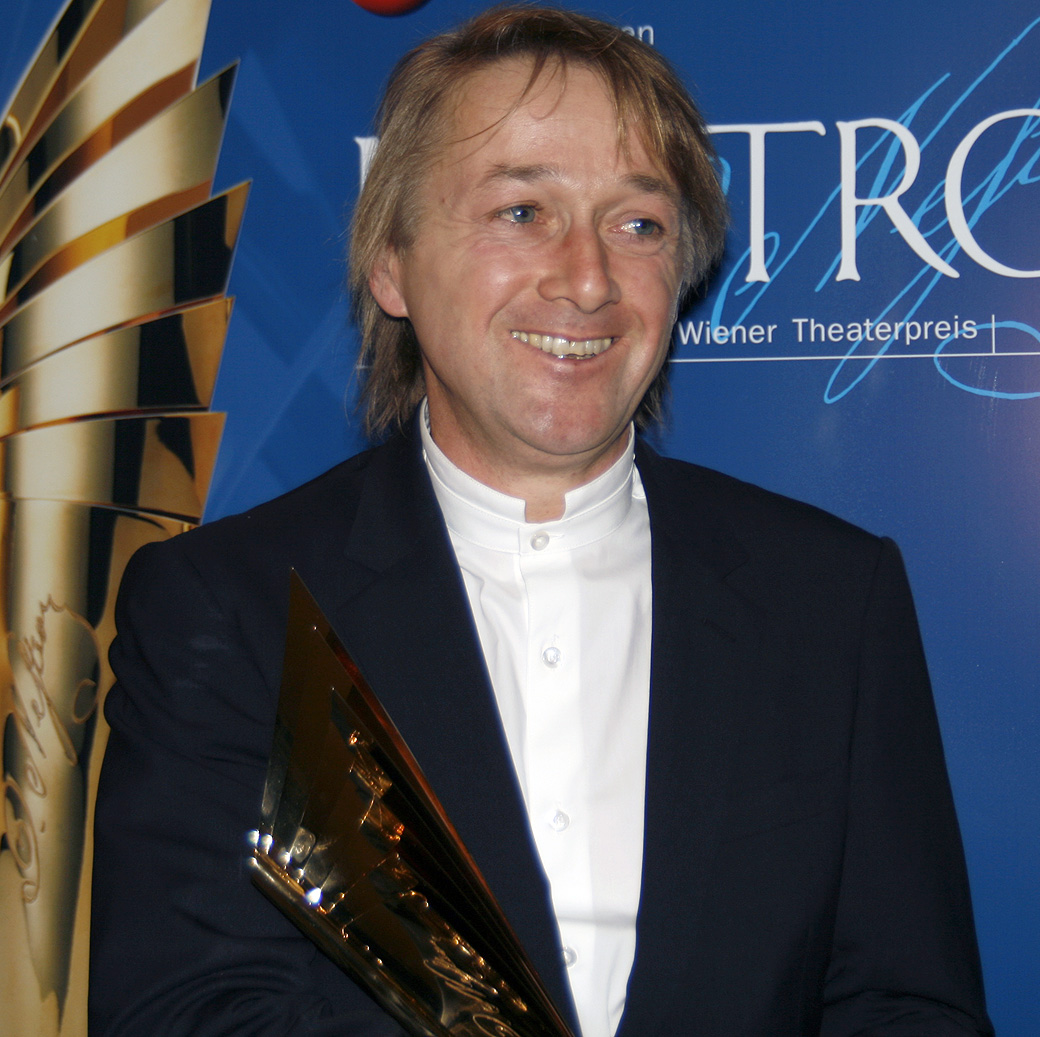
Markus Hering (Nestroy 2008)

Seit 2000 wird beim Nestroy-Theaterpreis der Beste Schauspieler geehrt.

## Preisträger
| Jahr | Schauspieler           | Inszenierung (Rolle)                                                                | Ort der Aufführung                                                              | Weitere Nominierte |
| ---- | ---------------------- | ----------------------------------------------------------------------------------- | ------------------------------------------------------------------------------- | --- |

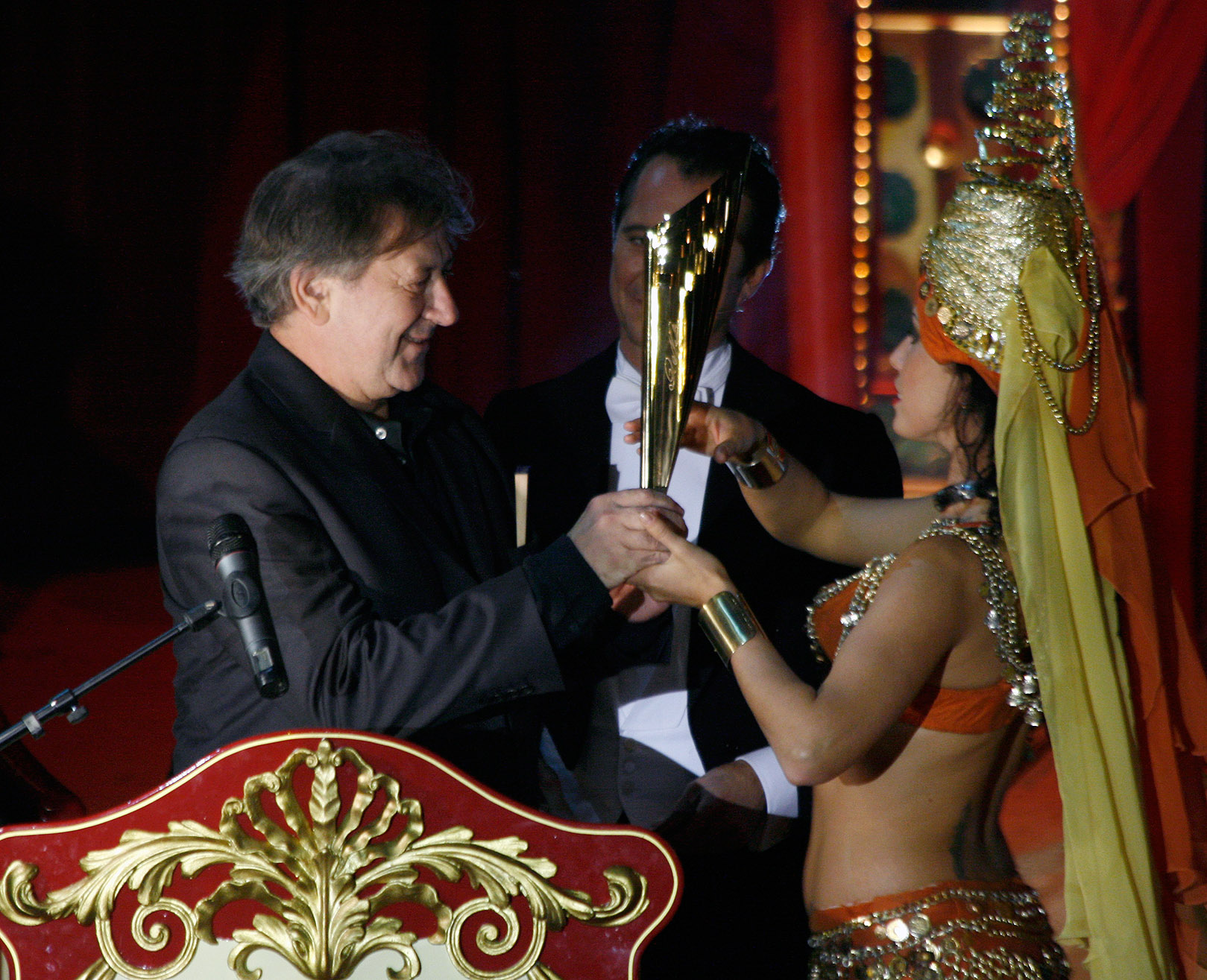
André Jung (Nestroy 2009)

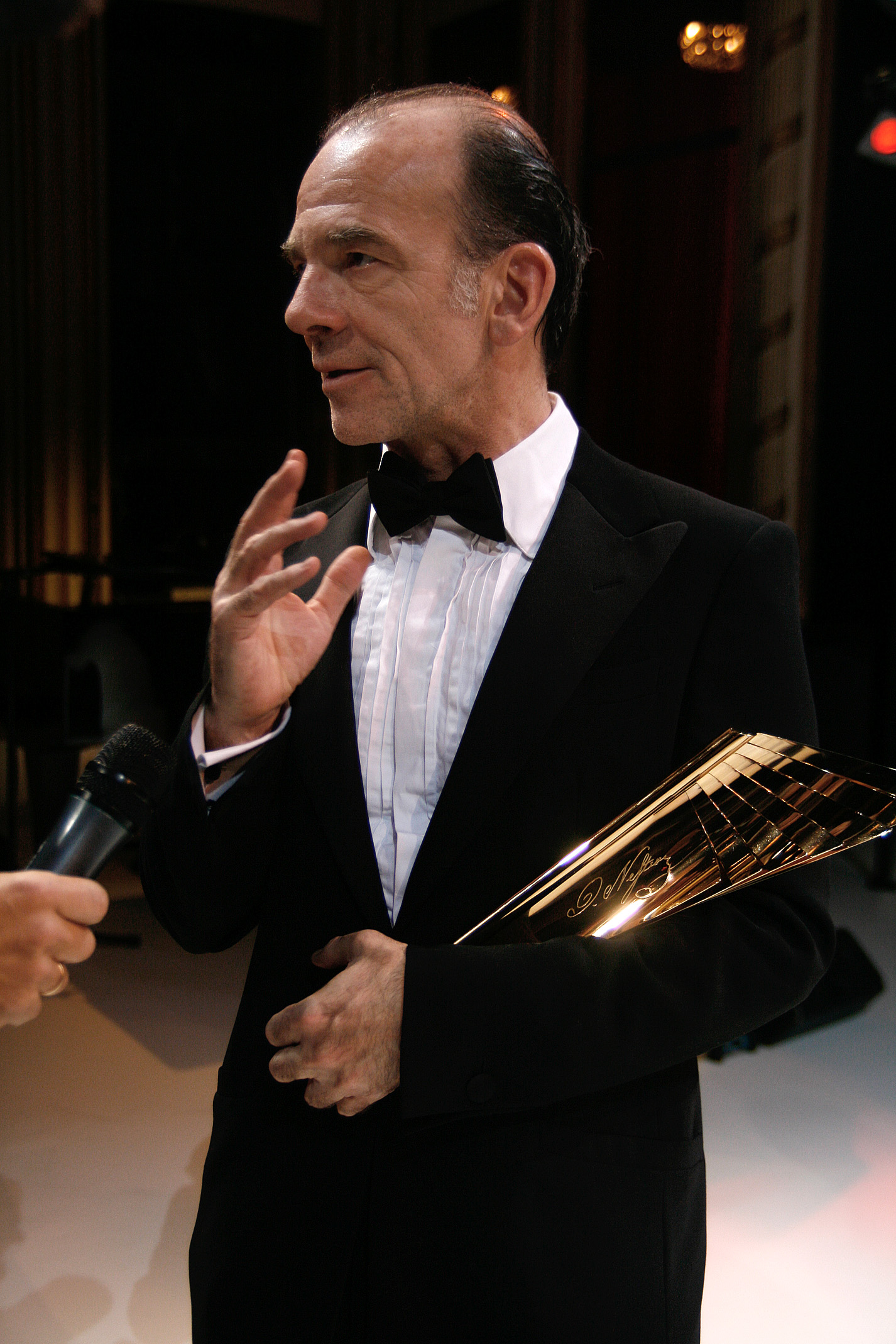
Martin Wuttke (Nestroy 2010)

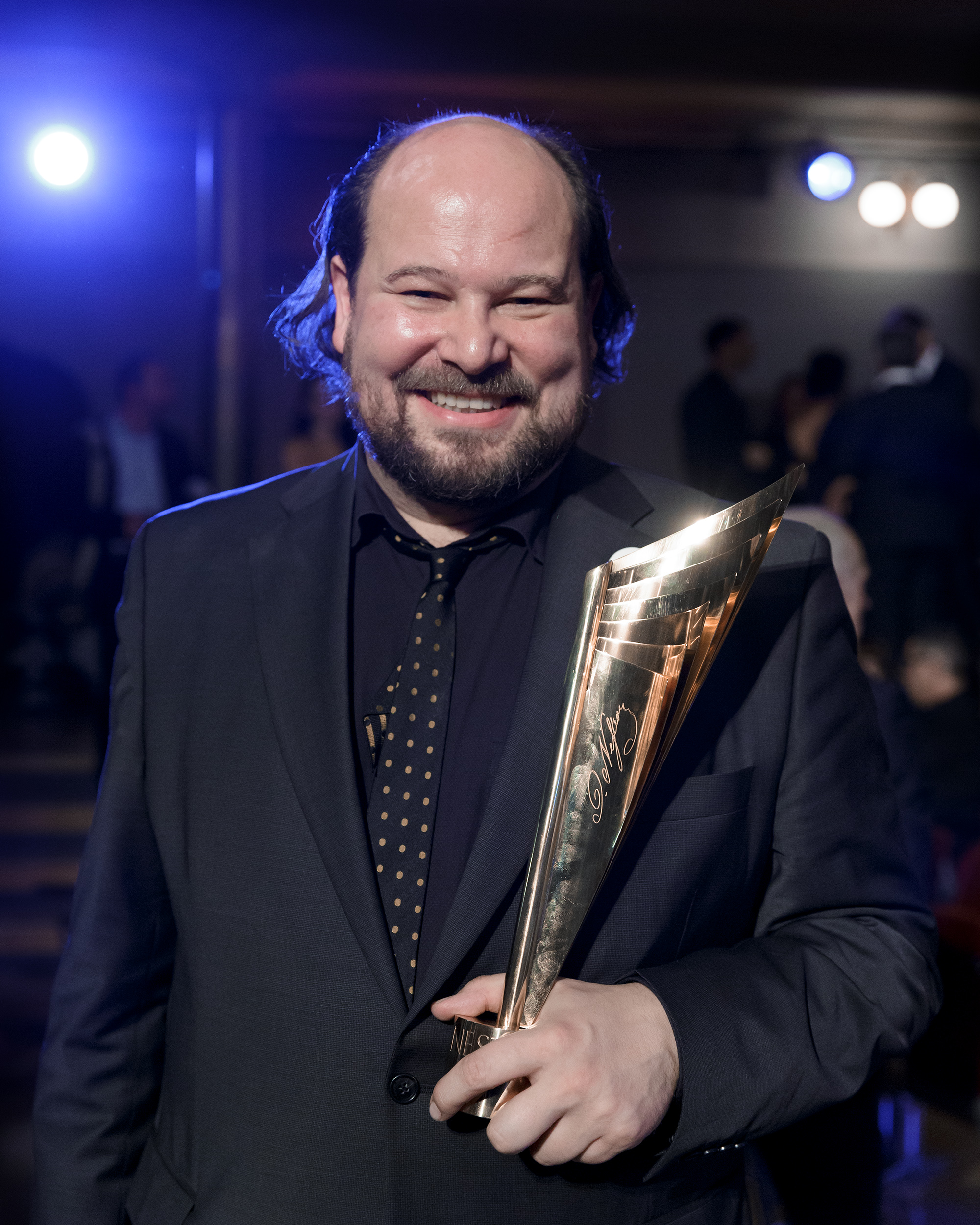
Rainer Galke (Nestroy 2016)

| 2000 | Gert Voss              | Die Möwe (Trigorin)                                                                 | Akademietheater/Burgtheater                                                     | - Michael Maertens für Der Ignorant und der Wahnsinnige (Doktor) - Werner Wölbern für Weh dem, der lügt! (Leon) |
| 2001 | Sven-Eric Bechtolf     | Drei Mal Leben (Hubert Finidori)                                                    | Burgtheater                                                                     | - Helmuth Lohner für Mein Freund (Schlicht) - Gert Voss für Rosmersholm (Johannes Rosmer) |
| 2002 | Sven-Eric Bechtolf     | Das weite Land (Hofreiter)                                                          | Salzburger Festspiele                                                           | - Karlheinz Hackl für Der Zerrissene (Herr von Lips) - Gert Voss für Elisabeth II. (Herrenstein) |
| 2003 | Markus Hering          | Chorphantasie (Dirigent)                                                            | Kulturhauptstadt Europas Graz 2003/Burgtheater                                  | - Joachim Bißmeier für Über allen Gipfeln ist Ruh (Moritz Meister) - Wolfgang Hübsch für Der zerbrochne Krug (Dorfrichter Adam) |
| 2004 | Toni Slama             | Automatenbüffet (Adam)                                                              | Theater in der Josefstadt                                                       | - Peter Simonischek für Die Ziege oder Wer ist Sylvia? (Martin) - Michael Maertens für Das goldene Vlies (Jason) |
| 2005 | Michael Maertens       | König Ottokars Glück und Ende (Rudolf von Habsburg)                                 | Salzburger Festspiele/Burgtheater                                               | - Tobias Moretti für König Ottokars Glück und Ende (König Ottokar) |
| 2005 | Nicholas Ofczarek      | Zu ebener Erde und erster Stock (Johann) König Ottokars Glück und Ende (Zawisch)    | Burgtheater Salzburger Festspiele/Burgtheater                                   | - Tobias Moretti für König Ottokars Glück und Ende (König Ottokar) |
| 2006 | Nicholas Ofczarek      | Höllenangst (Wendelin)                                                              | Salzburger Festspiele/Burgtheater                                               | - Michael Maertens für Arsen und Spitzenhäubchen (Mortimer) - Joachim Meyerhoff für Schauspielerische Gesamtleistung in der Saison 2005/06 |
| 2007 | Bernhard Schir         | Das Fest (Christian)                                                                | Theater in der Josefstadt                                                       | - Joachim Meyerhoff für Viel Lärm um nichts (Benedict) - Gert Voss für König Lear (König Lear) |
| 2008 | Markus Hering          | Verbrennungen (Hermile), Freier Fall (Erich) & Pool (Kein Wasser) (C)               | Akademietheater/Burgtheater                                                     | - Roland Koch für Die Probe (Der brave Simon Korach) (Franzeck) - Samuel Weiss für Harper Regan (Seth Regan & Mickey Nestor) |
| 2009 | André Jung             | Das letzte Band / Bis dass der Tag euch scheidet oder Eine Frage des Lichts (Krapp) | Salzburger Festspiele/Münchner Kammerspiele                                     | - Bernd Jeschek für Das Fest (Helge) - Peter Simonischek für Baumeister Solness (Halvard) |
| 2010 | Martin Wuttke          | Das Begräbnis (Christian) & in Peking Opel                                          | Burgtheater & Akademietheater/Burgtheater                                       | - Klaus Maria Brandauer für Ödipus auf Kolonos (Ödipus) - Ignaz Kirchner für Krieg und Frieden (Fürst Bolkonskij/mehrere Rollen) |
| 2011 | Max Mayer              | Grillenparz (Jäger namens Fischer) & Bruno Schulz: Messias (mehrere Rollen)         | Schauspielhaus (Wien)                                                           | - Roland Koch für Professor Bernhardi (Dr. Ebenwald) - Joachim Meyerhoff für Professor Bernhardi (Dr. Bernhardi) - Marcello de Nardo für Herr Puntila und sein Knecht Matti (Puntila) & Spion Oberst Redl (Oberst Redl) - Gert Voss für Maß für Maß (Herzog Vincentio)                 |
| 2012 | Joachim Meyerhoff      | Die Kommune                                                                         | Akademietheater/Burgtheater                                                     | - August Diehl für Prinz Friedrich von Homburg (Prinz Friedrich Arthur von Homburg) - Michael Maertens für Ein idealer Mann (Sir Robert Chiltern) - Johannes Silberschneider für Geister in Princeton (Kurt Gödel) - Raphael von Bargen für Woyzeck & The Tiger Lillies (Woyzeck)      |
| 2013 | Gregor Bloéb           | Jägerstätter (Franz Jägerstätter)                                                   | Theater in der Josefstadt                                                       | - Norman Hacker für In Agonie (Oberleutnant Walter) - Philipp Hochmair für Jedermann (Jedermann) - Nicholas Ofczarek für Der böse Geist Lumpazivagabundus (Knieriem) & Onkel Wanja (Iwan Petrowitsch Wojnizkij) - Gert Voss für Tartuffe (Orgon)                                       |
| 2014 | August Diehl           | Hamlet (Hamlet)                                                                     | Burgtheater                                                                     | - Haymon Maria Buttinger für Woyzeck (Woyzeck) - Johannes Silberschneider für Holzfällen (Erzähler) - Daniel Sträßer für Die Möwe (Konstantin) - Thiemo Strutzenberger für Die Wohlgesinnten (Maximilian Aue)                                                                          |
| 2015 | Martin Wuttke          | John Gabriel Borkman (John Gabriel Borkman)                                         | Akademietheater in Koproduktion mit den Wiener Festwochen und dem Theater Basel | - Steffen Höld für Als ich einmal tot war und Martin L. Gore mich nicht besuchen kam - Michael Maertens für Die Affäre Rue de Lourcine (Mistingue) - Nicholas Ofczarek für Die Affäre Rue de Lourcine (Lenglumé, Rentier) - Martin Vischer für Johnny Breitwieser (Johnny Breitwieser) |
| 2016 | Rainer Galke           | Alte Meister (Irrsigler)                                                            | Volkstheater                                                                    | - August Diehl für Diese Geschichte von Ihnen (Baxter) - Michael Maertens für Der Revisor (Anton Antonowitsch) - Nicholas Ofczarek für Diese Geschichte von Ihnen (Johnson) - Florian Teichtmeister für Fräulein Julie (Jean)                                                          |
| 2017 | Joachim Meyerhoff      | Die Welt im Rücken                                                                  | Akademietheater                                                                 | - Lukas Holzhausen – Der Menschenfeind (Alceste) - Roland Koch – Pension Schöller (Philipp Klapproth) - Tobias Moretti – Jedermann (Jedermann) - Steven Scharf – Hexenjagd (John Proctor)                                                                                              |
| 2018 | Peter Simonischek      | The Who and the What (Afzal)                                                        | Akademietheater                                                                 | - Herbert Föttinger – Professor Bernhardi (Dr. Bernhardi) - Jens Harzer – Penthesilea (Achilles) - Michael Maertens – Vor Sonnenaufgang (Alfred Loth) - Martin Wuttke – Hotel Strindberg                                                                                               |
| 2019 | Steven Scharf          | Medea (Lucas) Woyzeck (Franz Woyzeck)                                               | Burgtheater Koproduktion Burgtheater, Schauspielhaus Bochum, Akademietheater    | - Benny Claessens – Hass–Triptychon – Wege aus der Krise - Lukas Holzhausen – König Ottokars Glück und Ende (Rudolf von Habsburg) - Jörg Pohl – Liliom (Liliom) - Johannes Silberschneider – Jacobowsky und der Oberst (Jacobowsky)                                                    |
| 2020 | Franz Pätzold          | Die Bakchen (Dionysos)                                                              | Burgtheater                                                                     | - Florian Köhler – Heldenplatz (Frau Zittel) - Johannes Krisch – Einen Jux will er sich machen (Weinberl) |
| 2021 | Michael Maertens       | Der Leichenverbrenner (Karel Kopfrkingl)                                            | Akademietheater                                                                 | - Philipp Hauß – Alles, was der Fall ist - Markus Hering – Mein Kampf (Schlomo Herzl) - Claudius von Stolzmann – Die Dreigroschenoper (Macheath) - August Zirner – Heldenplatz (Robert Schuster)                                                                                       |
| 2022 | Samouil Stoyanov       | humanistää! – eine abschaffung der sparten                                          | Volkstheater                                                                    | - Markus Hering – Adern (Rudolf) - Johannes Krisch – Der Bockerer (Karl Bockerer) - Bernhard Schir – Der König stirbt (König) - Devid Striesow – Verrückt nach Trost |
| 2023 | Michael Maertens       | Das weite Land (Friedrich Hofreiter)                                                | Burgtheater/Akademietheater, Ruhrtriennale                                      | - Elias Eilinghoff – Szenen einer Ehe (Johan) - Frieder Langenberger – Bunbury. Ernst sein is everything! (John Worthing) - Alexander Pschill – Der große Diktator (Barbier/Hynkel) - Nicolas Streit – Bent – wirgehenschonmalvor, Theater Nestroyhof Hamakom                          |
| 2024 | Claudius von Stolzmann | Der Himbeerpflücker (Zagl)                                                          | Theater in der Josefstadt/Kammerspiele der Josefstadt                           | - Simon Kirsch – Von einem Frauenzimmer (Baron Düval) - Roland Koch und Michael Maertens – Der einsame Westen (Coleman / Valene Connor) - Maximilian Thienen – Der Verein (Erzähler) - Mervan Ürkmez – Nestbeschmutzung                                                                |

| Am häufigsten honorierter Schauspieler           | Michael Maertens (3 Auszeichnungen) |
| Am häufigsten nominierter Schauspieler           | Michael Maertens (11 Nominierungen) |
| Am häufigsten nominierter Schauspieler ohne Sieg | Roland Koch (4 Nominierungen)       |